# Francesco Roberti
Francesco Roberti (Pergola, 7 luglio 1889 – Roma, 16 luglio 1977) è stato un cardinale e arcivescovo cattolico italiano.

## Biografia
Nacque a Pergola il 7 luglio 1889 da Terenzio Roberti e Giuseppina Profili.
Ordinato sacerdote nel 1913, compì gli studi di diritto canonico presso l'Apollinare e di diritto civile presso la facoltà di giurisprudenza di Roma.
Professore di diritto processuale e penale dal 1918 al 1943, esercitò la professione di avvocato rotale dal 1927 al 1931; fu poi preside del Pontificio Istituto Utriusque Iuris dal 1937 al 1943. Nella sua attività scientifica elaborò categorie concettuali giuridiche considerate ancora oggi fondamentali per le tematiche specifiche del diritto processuale canonico, specie in una prospettiva interdisciplinare.
Sottosegretario della Congregazione per l'Educazione Cattolica dal 1931, dal 9 marzo 1946 divenne Segretario dell'allora Sacra Congregazione del Concilio (ora Congregazione per il Clero) e il 14 novembre 1959 divenne prefetto del Supremo Tribunale della Segnatura Apostolica.
Papa Giovanni XXIII lo elevò al rango di cardinale nel concistoro del 15 dicembre 1958.
Nel conclave del giugno 1963, che elesse papa il cardinale Giovanni Battista Montini, fu fra i più votati assieme al cardinale Ildebrando Antoniutti.
Morì a Roma il 16 luglio 1977 all'età di 88 anni.

## Genealogia episcopale
La genealogia episcopale è:
- Cardinale Scipione Rebiba
- Cardinale Giulio Antonio Santori
- Cardinale Girolamo Bernerio, O.P.
- Arcivescovo Galeazzo Sanvitale
- Cardinale Ludovico Ludovisi
- Cardinale Luigi Caetani
- Cardinale Ulderico Carpegna
- Cardinale Paluzzo Paluzzi Altieri degli Albertoni
- Papa Benedetto XIII
- Papa Benedetto XIV
- Papa Clemente XIII
- Cardinale Bernardino Giraud
- Cardinale Alessandro Mattei
- Cardinale Pietro Francesco Galleffi
- Cardinale Filippo de Angelis
- Cardinale Amilcare Malagola
- Cardinale Giovanni Tacci Porcelli
- Papa Giovanni XXIII
- Cardinale Francesco Roberti